# Nationaal monument Bastion Veere
Het nationaal monument Bastion Veere – 8 december 1982 bevindt zich in Fort Zeelandia in Paramaribo, Suriname. Dit gedenkteken voor de slachtoffers van de Decembermoorden werd onthuld op 9 december 2009.

## Herdenking
De onthullingsplechtigheid was de derde formele herdenking in Suriname van de vijftien slachtoffers. De andere keren waren in 1995, toen het Nationale Leger Fort Zeelandia teruggaf aan het Surinaams Museum. En in 2002 tijdens het 20-jarige jubileum, toen een stoet van nabestaanden, vakbondslieden, politici en andere geïnteresseerden van de kathedraal van Paramaribo naar Fort Zeelandia liep. Sinds 2010 wordt jaarlijks een herdenking gehouden bij het monument.

## Onthulling
De officiële plechtigheid werd voltrokken door president Ronald Venetiaan. De president sprak van een bittere herinnering, en: Uw last is heel zwaar, uw last is ondeelbaar.
Die dag werd ook een kerkdienst van twee uur gehouden door pater Karel Choennie, de latere (2016) bisschop van Suriname. Vergeten is onmenselijk, zo sprak Choennie, het herinneren van de gebeurtenissen moet altijd blijven. Voorzitter Betty Goede van de Organisatie voor Gerechtigheid en Vrede benadrukte eveneens het belang van herinneren.
De onthulling werd verricht 27 jaar nadat vijftien critici van het militaire regime zonder proces werden doodgeschoten. Geen van de sprekers noemde de hoofddader, Desi Bouterse. Sunil Oemrawsingh verloor zijn oom Sugrim Oemrawsingh tijdens de executies en is voorzitter van de Stichting 8 december 1982 en deed dat daarentegen wel. De misdaden van toen gebeurden onder de goedkeurende knik van de gezaghebber, zo sprak hij. Hij liet weten dat dit niet alleen gold voor de Decembermoorden, maar ook voor andere misdaden zoals het in brand steken van gebouwen. Hij verwees naar de nacht ervoor, van 7 op 8 december 1982, toen de slachtoffers een voor een werden opgepakt en het pand in brand werd gestoken van ABC met inpandig de Moederbond, de krant De Vrije Stem en het radiostation Radika.

## Berechting
In 2007 werd gestart met de juridische vervolging van de daders (het 8  Decemberstrafproces). Kenneth Kempes en Luciën Lewis kregen  in 2019 bij verstek 10 jaar gevangenisstraf opgelegd. Zij raakten uit beeld en er werd geen opsporingsbevel uitgevaardigd. In het laatste hoger beroep werden in december 2023 de volgende vonnissen uitgesproken: Desi Bouterse werd veroordeeld tot 20 jaar cel, Iwan Dijksteel, Stephanus Dendoe, Ernst Gefferie en Benny Brondenstein tot 15 jaar cel. De laatste drie meldden zich op 12 januari 2024 bij de gevangenis van Santo Boma. Bouterse en Dijksteel vluchtten naar een schuiladres. Bouterse overleed een jaar later, op 23 december 2024, op zijn schuiladres.

## Plaats delict
| achtergebleven kogelgaten |  | het monument |
| achtergebleven kogelgaten |  | het monument |

Links van de gedenkplaat zijn de kogelgaten nog in de muur zichtbaar. Ze zijn groter dan na de executies, omdat ze uit de muur gesneden werden en voor technisch onderzoek naar Nederland werden gebracht. Uit dat onderzoek bleek dat er twee vuurpelotons op de slachtoffers vuurden: een vanaf het bastion zelf en een vanuit een raam van boven naar beneden.

## Gedenkteken
Op de granieten gedenkteken staat de volgende tekst:
Op deze plek werden op 8 december 1982 vijftien prominente zonen van
Suriname zonder vorm van proces door het militaire regime doodgeschoten.
Zij stonden voor vrijheid, recht en democratie.
| John Baboeram (36), advocaat Bram Behr (31), journalist Cyrill Daal (46), vakbondsleider Kenneth Gonçalves (42), advocaat Eddy Hoost (48), advocaat André Kamperveen (58), ondernemer Gerard Leckie (39), psycholoog Sugrim Oemrawsingh (42), wiskundige |  | Lesley Rahman (28), journalist Soerendra Rambocus (29), militair Harold Riedewald (49), advocaat Jiwansingh Sheombar (25), militair Jozef Slagveer (42), journalist Robby Sohansingh (37), ondernemer Frank Wijngaarde (43), journalist |
Hun vastberadenheid liet ons het licht van hoop.
Recht en waarheid maken vrij.
Dit gedenkteken is onthuld op 8 december 2009
door de president van de republiek Suriname.
Drs. R.R. Venetiaan